# Michel Moskovtchenko
Michel Moskovtchenko est un artiste peintre français, sculpteur, dessinateur et graveur né à Tarare (Rhône) le 6 janvier 1935 et mort à Apt (Vaucluse) le 21 mars 2025.

## Biographie
D'ascendance russe par son père, médecin ayant émigré en 1920, et française par sa mère, pianiste et peintre diplômée du Springfield College (Massachusetts), Michel Moskovtchenko, s'il naît à Tarare, connaît jusqu'en 1947 à Violay (Loire) « une enfance heureuse, entouré de livres d'art et de musique », dans une campagne déjà montagneuse. Dès l'école primaire, la méthode Freinet lui permet de graver ses premières linogravures illustrant le journal de l'école. Après des études au Collège moderne et technique de Tarare (de 1947 à novembre 1953), auxquelles il préfère les cours de dessin que donne le soir Eugène Riboulet, il exerce un premier métier de dessinateur dans l'atelier de dessin de soieries des Établissements G. Corsin, petite rue des Feuillants à Lyon, suivant simultanément les cours d'apprentissage et les cours du soir de Louis Charrat et Pierre Pelloux à l'École nationale supérieure des beaux-arts de Lyon, puis les cours de modèle vivant que donne Antoine Chartres au Petit Collège (école d'art municipale de Lyon), en ayant alors pour amis les peintres Jacques Lescoulié et Robert Massina, le comédien Armand Meffre, Alain Crombecque, futur directeur du festival d'Avignon, ou le photographe Rajak Ohanian.

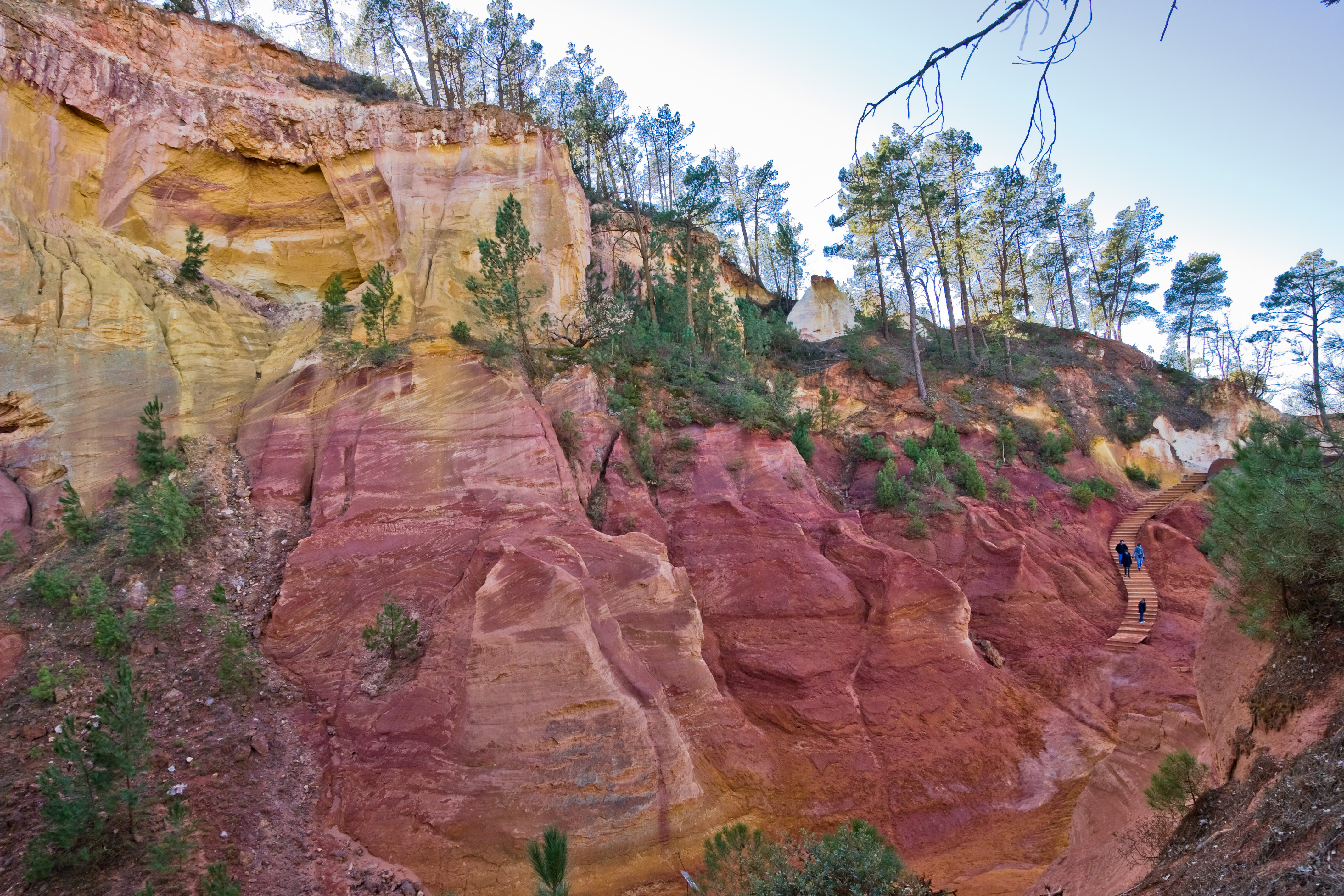
Roussillon (Vaucluse)

Moskovtchenko, entre 1954 et 1956, se rend aux Pays-Bas, en Allemagne et Scandinavie où il se consacre particulièrement à l'étude des maîtres de la gravure dans les musées, en 1957 en Grèce puis, en 1960, s'installe dans le Lubéron, dans une bastide proche du village de Roussillon, y travaillant dans un premier temps essentiellement le dessin pour s'intéresser ensuite également à la gravure, en particulier à l'eau-forte qu'il commence à travailler en 1961 avec le peintre et graveur allemand Hans Hermann Steffens installé dans le village voisin de Gordes (c'est en 1968 qu'« avec les pierres des champs voisins » Moskovtchenko construira et installera un atelier de taille douce d'où il sortira « ces grandes planches au dessin rude qui s'apparentent aux productions des anciens maîtres des Pays-Bas »). Sa première exposition personnelle se tient à Lyon en 1961. C'est en 1962, aux Rencontres internationales de Lure créées à Lurs par Maximilien Vox que, par un ami commun, le peintre d'Oppède Justin Grégoire (1917-1981), Moskovtchenko fait la connaissance de Jean Giono. C'est toutefois à Henri Bosco, vivant dans le village voisin de Lourmarin, qu'il reviendra  en 1966 de composer le texte accompagnant les gravures sur cuivre de Moskovtchenko pour l'Album du Lubéron.
Michel Moskovtchenko effectue encore plusieurs voyages très marquants, en particulier la Sicile en 1967, l'Espagne et le Portugal en 1968, la Tunisie, l'Algérie, le Maroc, puis la Suède en 1973, Venise, puis l'Écosse en 1982, le parcours du Hoggar en 1983 (Tamanrasset, Djanet, l'Assekrem), inspirateur d'une grande toile et d'une suite de gravures intitulées Hoggar et présentées à la FIAC de 1983. Dans cette même période, il fréquente Jean-Pierre Le Boul'ch (leur première rencontre se situe en 1968 à la Galerie Le Lutrin, à Lyon, dont ils sont alors tous deux artistes permanents) qui le fait s'intéresser à l'usage du cutter, des caches et de la bombe aérosol pour ses aquatintes, il crée et anime un atelier de taille-douce en la chartreuse de Villeneuve-lès-Avignon en 1974, à la Maison de la culture de Grenoble en 1975, au Musée des beaux-arts de Lyon et au Centre Georges-Pompidou à Paris en 1978. À partir de 1998, il partage sa vie avec la sculptrice Colette Fizanne (1948-2024).

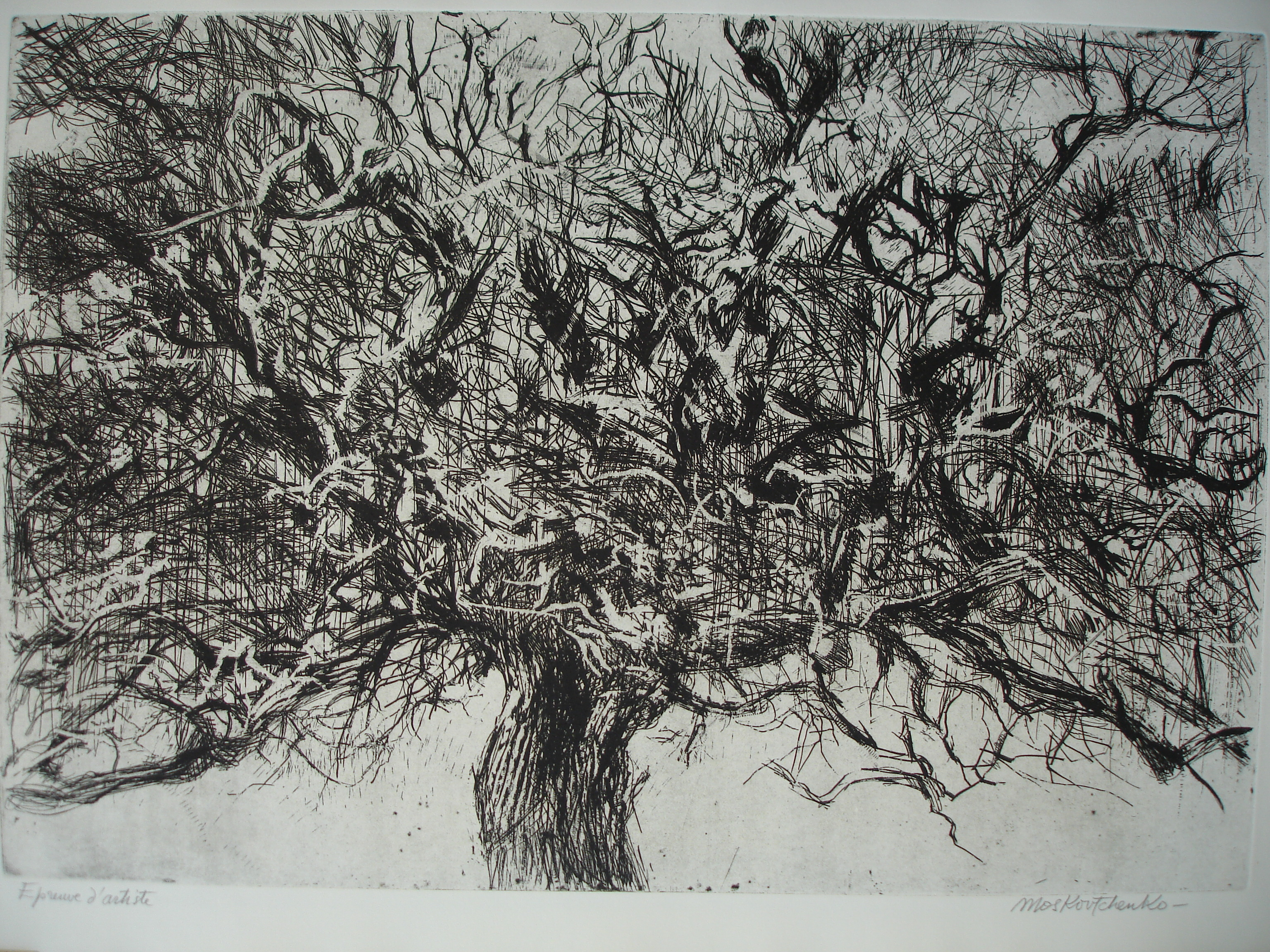
Moskovtchenko, grand chêne à murs, eau-forte (gravure au trait à la lame de rasoir et grain à la bombe), 1997

Pour la fascination du trait, des arbres, des racines, des pierres, des grands murs austères, des forêts et des falaises arides qui sous-tend son œuvre, on parle à son propos de « géologie artistique ». Jan de Maere situe pour sa part Michel Moskovtchenko, avec Ivan Theimer, parmi les chefs de file en France du mouvement de la Nouvelle subjectivité lancé en 1975 par Jean Clair. Pour Philippe Brunel, « les motifs de Moskovtchenko éclairent finalement son état d'esprit. Les arbres présentent avec un tronc noueux le spectacle étouffant de leurs branches sèches et emmêlées, ondulantes comme des lianes, ou parfois acérées comme des épines. Le même aspect tourmenté, la même complexité, la même violence se trouvent dans ses paysages tracés rugueusement, presque rageusement, de collines de pierres et de végétations rares. Rien de tranquille, de reposant, rien de romantique non plus dans ces paysages durs, inhospitaliers. Le spectateur n'est pas loin cependant du sublime, quand on le conçoit comme le sentiment de petitesse et de finitude que l'homme éprouve devant le spectacle de la nature hors-norme ».
Il vit à Lyon à partir de 1953 et à partir de 1960 à Roussillon, dans le Vaucluse.

## Œuvre

### Peintures

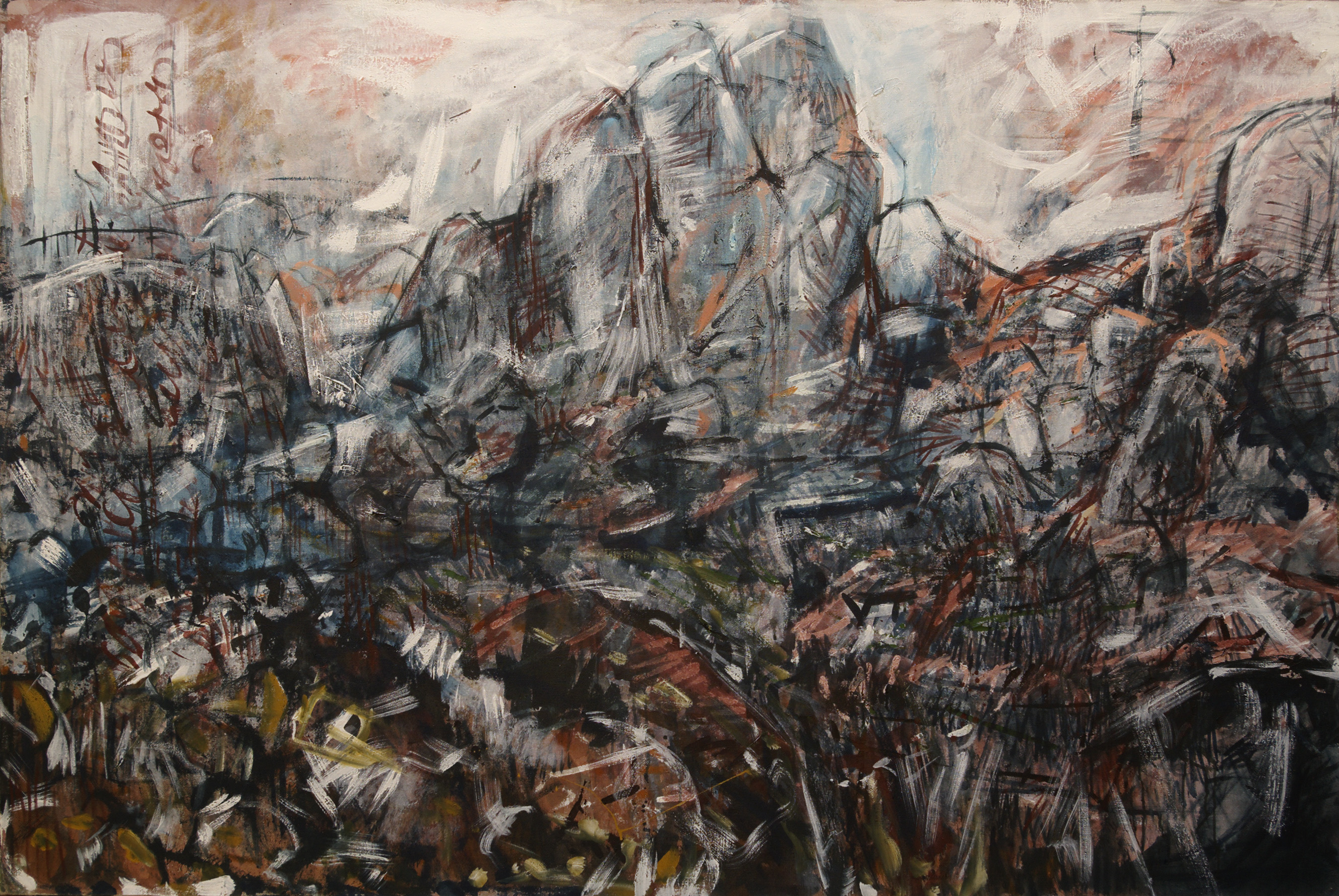
Moskovtchenko, Dans le Luberon, huile sur toile, 2008

- Paysages et arbres autour de Tarare, 1949-1953.
- Les Voyages, les musées, la Grand-Place de Bruxelles, 1956-1958.
- Les Bateaux : Le Pirée, Schéveningue, 1956-1958.
- Les Hameaux en ruine en Provence, 1965-1969.
- Les Hurdes en Espagne, 1965-1969.
- Série des Murs, 1970.
- Les Cèdres dans l'Atlas, 1974-1980.
- Le Cirque de Mourèze, 1974-1980.
- Les Muriers (techniques mixtes), 1974-1980.
- Les Autoportraits, 1978-2017.
- Carrières à Carrare (Italie), 1982-1986.
- Carrières à Lacoste (Vaucluse), 1982-1986.
- Venise (techniques au sable), 1982-1986.
- Hoggar (grands formats), 1986.
- Nus, 1988-2017.
- L'atelier, 1988-2017.
- Les labours, 1988-2017.
- Les Maladrets, 1988-2017.
- L'Afrique, 1988-2017.
- Souvenirs de Grèce (petits formats), 2007.
- Paysages de Transylvanie (Les Montagnes de Făgăraș), grandes toiles acrylique, 2006.
- Le Luberon, 2006-2008.
- Le chêne bleu, 2006-2007.

### Dessins

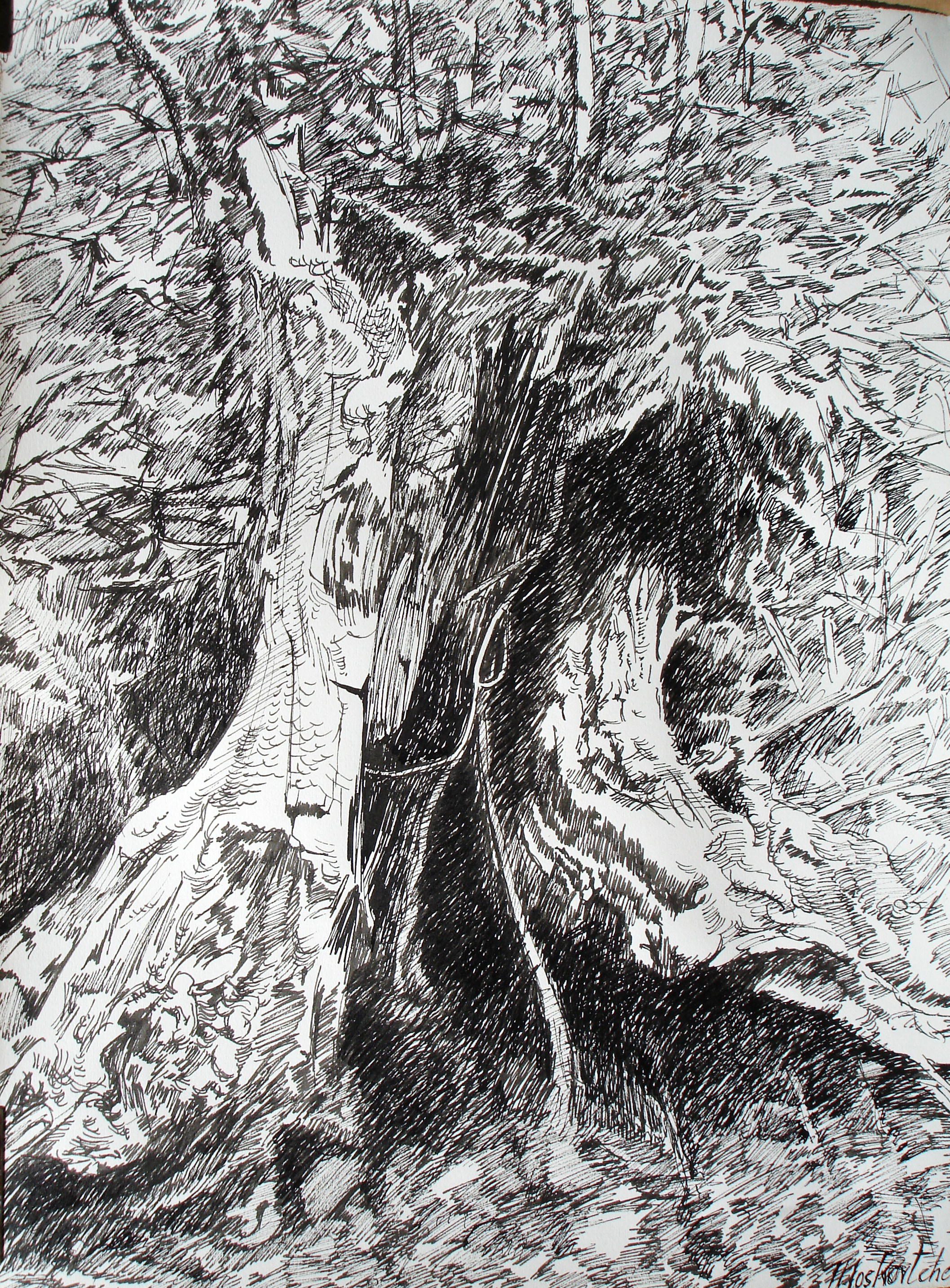
Moskovtchenko, Chataîgnier en Lozère, encre de Chine.

- Dessins au crayon, au feutre et à l'encre de couleur : Grèce, Saint-Tropez, Bruxelles, La Haye, Banyuls, Collioure, 1957-1958.
- Dessins à la mine de plomb : Île Barbe, Monts d'Or, Provence, 1959.
- Série des Nus, encre de Chine, 1960, 2017.
- Série du Choléra, librement inspirée du roman Le Hussard sur le toit de Jean Giono, 1976.
- Série des Arbres, 1977, 2006.
- Dessins aux trois crayons sur papier teinté, 1980-2017.
- Série Commémoration du massacre des Vaudois, 1990.
- Encre de Chine et gouache sur papier indien froissé, 2013-2017.

### Techniques mixtes
- Pastel et acrylique sur fragments de gravure, 1978-2017.
- Couleur en poudre, encre de Chine et acrylique sur feuilles 63 × 90 cm, œuvres réalisées en extérieur sous la pluie.

### Œuvre gravé
- Premiers paysages, 1963-1965.
- Études, 1964.
- Premiers nus, 1963-1965.
- Nus-paysages, 1967-1968.
- Autres paysages, 1969-1970.
- Les Oliviers, 1971.
- Les Murs, 1971-1974.

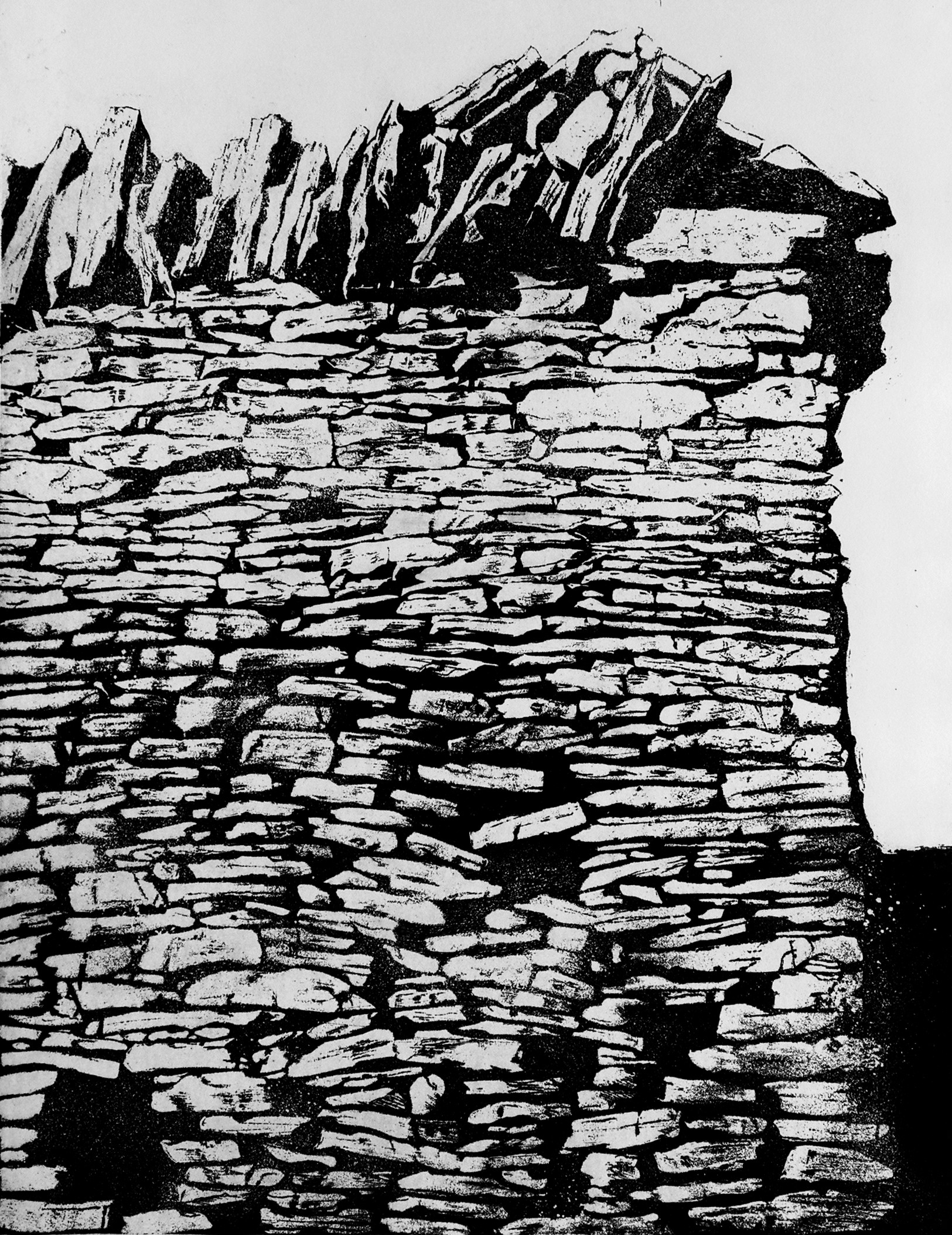
Moskovtchenko, Très grand mur Vasarely, eau-forte et aquatinte

- Paysages et autres gravures, 1972-1975.
- Arbres, 1975-1978.
- Le chêne à Saby, 1979.
- Autres paysages, 1978-1992.
- Les Monges et Suite huit petits nus, 1993-2000.
- Petits cuivres, 1996-1997.
- Nouveaux paysages, 1998-2006.

### Sculptures

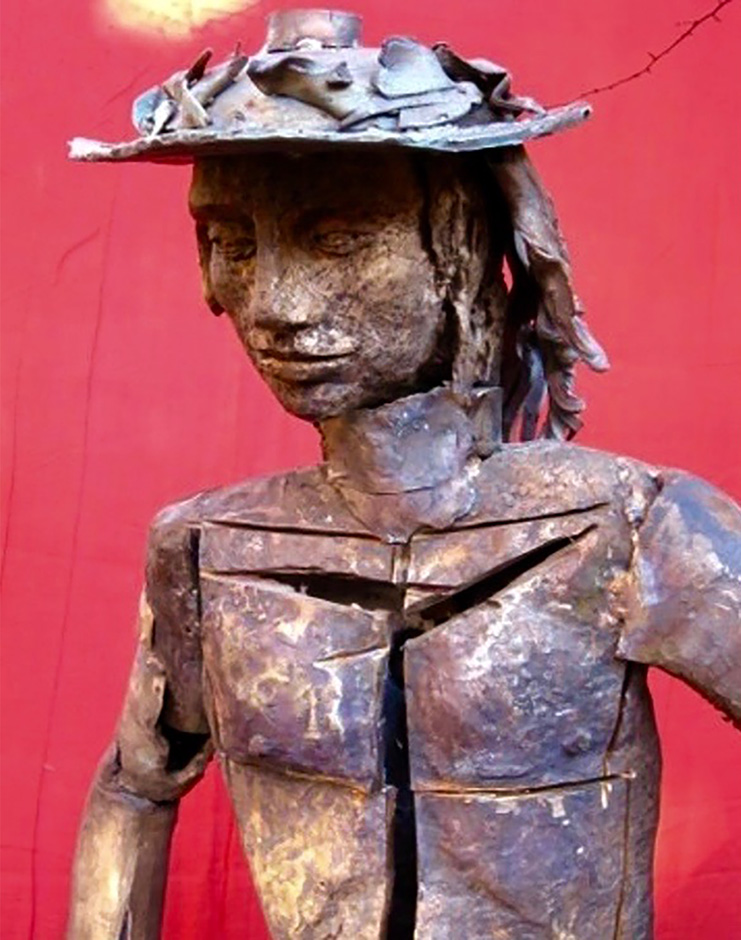
Moskovtchenko, David, l'enfant soldat, sculpture, 2010.

- Première Baba, bronze, Paris, 1976.
- Les sphinx, Vérone, 1981.
- Les Babas destroyes, bronze, Pierre Chenet, fondeur à Apt, 1985.
- Les pleureuses, bronze, Barthélémy, fondeur à Crest, 1995 (achat ville de Lyon, 2006).
- Sainte Sarah, Saintes-Maries-de-la-Mer, 1995.
- La pétanqueuse, bronze, 1999.
- Sous la douche, 1999.
- Hommage à Donatello, 2008.
- David, l'enfant soldat, , 2010.
- La migrante, bronze déchiqueté, 2015.

### Éditions bibliophiliques
- Henri Bosco, Album du Lubéron, texte enrichi de dix gravures sur cuivre 50 × 65 cm de Michel Moskovtchenko tirées en soixante-quinze exemplaires sur les presses à bras de l'atelier Paul Haasen, Paris, 1966.
- Jean-Jacques Lerrant, Les nus paysages, texte enrichi de dix lithographies originales 56 × 76 cm de Michel Moskovtchenko, Éditions du Soly, 1974.
- Jean-Paul Clébert, Les carrières de Lacoste - Hommage à Piranèse, texte enrichi de dix eaux-fortes de Michel Moskovtchenko, 1979.
- Louis Borel, Pins Sylvestre, texte enrichi de cinq gravures originales 56 × 76 cm de Michel Moskovtchenko, Éditions de l'U.R.D.L.A., 1994.
- Jean-Paul Clébert, Robert Droguet, Christine Durif-Bruckert, Colette Fizanne, Amadou Hampâté Bâ, Jean-Jacques Larrant, Tim et Gabriella Meier-Faust, Catherine de Saint Phalle et Myriam Sjezer, Ravins érotiques, neuf textes enrichis de vingt-cinq burins de Michel Moskovtchenko, trente exemplaires numérotés, impression sur les presses à bras de l'U.R.D.L.A., Villeurbanne, 2001[11].

## Expositions

### Expositions personnelles
- Galerie Malaval, Lyon (directeur : Henri-André Martin), 1961, 1985, 1990, 1992, 1995.
- Galerie L'Œil écoute, Lyon, 1963.
- Galerie von der Hoh, Hambourg, juillet 1964.
- Galerie Le Lutrin, Lyon (directeur : Paul Gauzit), 1966, 1970, 1974, 1979.
- Galerie Corinot, Charavines, 1969.
- Galerie Le Point, Paris, 1970.
- Galerie Le Soleil dans la tête, Paris, 1972.
- Michel Moskovtchenko - Gravures, dessins, peintures, Théâtre de Privas, mars-avril 1973.
- Galerie Engelbreckt, Örebro (Suède), 1973, 1976, 1987.
- Galerie Jean-Charles Lignel, Paris, 1973, mai-juin 1974.
- Galerie Mors Mössa, Göteborg, 1976.
- Galerie Nikolaus, Stockholm, 1976.
- Gravures de Michel Moskovtchenko, Maison de la Culture de Grenoble, octobre-novembre 1976.
- Michel Moskovtchenko - Trente dessins d'arbres, Galerie Pierre Robin, Paris, 1977.
- Musée des beaux-arts de Lyon, 1978.
- Centre Georges-Pompidou, Paris, mai-juin 1978.
- Musée des beaux-arts de Pau, 1978.
- Musée de Brive-la-Gaillarde, 1979.
- Michel Moskovtchenko - Grands dessins blancs, paysages à la plume et petites gravures sur actes notariés du XVIIe siècle, détournées, rehaussées à l'acrylique et au pastel gras, Galerie Pierre Robin, Paris, octobre-novembre 1981[12].
- Moskovtchenko - Gravures, dessins, Galerie Le cavalier bleu, Apt, 1985.
- Galerie Alauda, Cereste, 1994.
- Moskovtchenko - Dessins, gravures, Musée de l'imprimerie, Lyon, octobre 1996 - janvier 1997.
- Nus, paysages - dessins, gravures rehaussées, sculptures, Galerie Serge Emiliani, Dieulefit, juin-juillet 1998.
- Moskovtchenko - Peintures et sculptures, Institut des sciences cognitives, Bron, janvier-février 2000[13].
- Arbres nus - Toiles, dessins, gravures, bronzes, Espace Jean de Joigny, Joigny, avril-juillet 2001.
- Moskovtchenko - Sculptures, dessins, Galerie Jan de Maere, Bruxelles, novembre-décembre 2008.
- Dessins, gravures, pierres et bronzes, Galerie Jean-Louis Mandon, Lyon, 2008, décembre 2010 - janvier 2011.
- Moskovtchenko - Sculpture, gravure, Galerie Jean-Louis Mandon, Lyon, mars-avril 2008.
- Galerie Serge Emiliani, Dieulefit, 2008.
- Nature et formes, Galerie MB-XL, Bruxelles, novembre-décembre 2015[9],[14].
- Galerie MB-XL contemporary & modern, Bruxelles, avril-mai 2016.
- Galerie Ories-Convert, Lyon, novembre 2017 (Bronzes), août-septembre 2018 (Sculptures, gravures, dessins).
- Théâtre de Tarare (Rhône), octobre-décembre 2020[15],[16].
- Espace Jacques-Prévert, Mers-les-Bains, août-septembre 2021[17].
- Moskovtchenko, T'as quel art ?, place de la mairie, Roussillon (Vaucluse), août-septembre 2022, avril-septembre 2024.

### Expositions collectives
- Rencontre lyonnaise, Lyon, 1962, 1963.
- Biennale de Paris, Musée d'art moderne de la ville de Paris, 1963, 1965.
- Galerie Option, Lyon, 1964.
- Jeune Peinture française, Musée Lonchamp, Marseille, 1965.
- Salon de Toulon, de 1965 à 1973.
- Cent ans de peinture Lyonnaise, musée-château d'Annecy, 1966.
- Exposition d'été, Galerie des Contards, Lacoste, 1966.
- Salon d'automne, Lyon, de 1966 à 1972.
- Galerie Am Dom E.V., Francfort, 1967.
- Les Peintres de la Galerie Le Lutrin, Galerie Corinot, Charavines, de 1967 à 1973.
- Festival d'Avignon, 1968.
- Université de Messine, 1969.
- Galerie Poliantea, Terni, 1970.
- Les Peintres de la Galerie Le Lutrin, Petit musée du bizarre, Lavilledieu, 1970.
- Karlstadt-sur-le-Main, 1970.
- Peintres lyonnais, La Boulangerie, Poët-Laval, 1971.
- 4e Biennale Morgan's Paint, Ravenne, juin-août 1972.
- Atelier Ana, Munich, 1972.
- Graveurs contemporains, Lyon, 1973.
- Ivan Theimer et Michel Moskovtchenko, La Boulangerie, Poët-Laval, 1971.
- La nouvelle subjectivité, ELAC, Lyon, 1975, 1977.
- Le Désespoir du peintre, Centre Canrobert, Jouy-en-Josas, 1975, Maison de la culture de Grenoble, février-mars 1976.
- Morsa Gallery, Göteborg, 1976.
- Nikolaus Gallery, Stockholm, 1976.

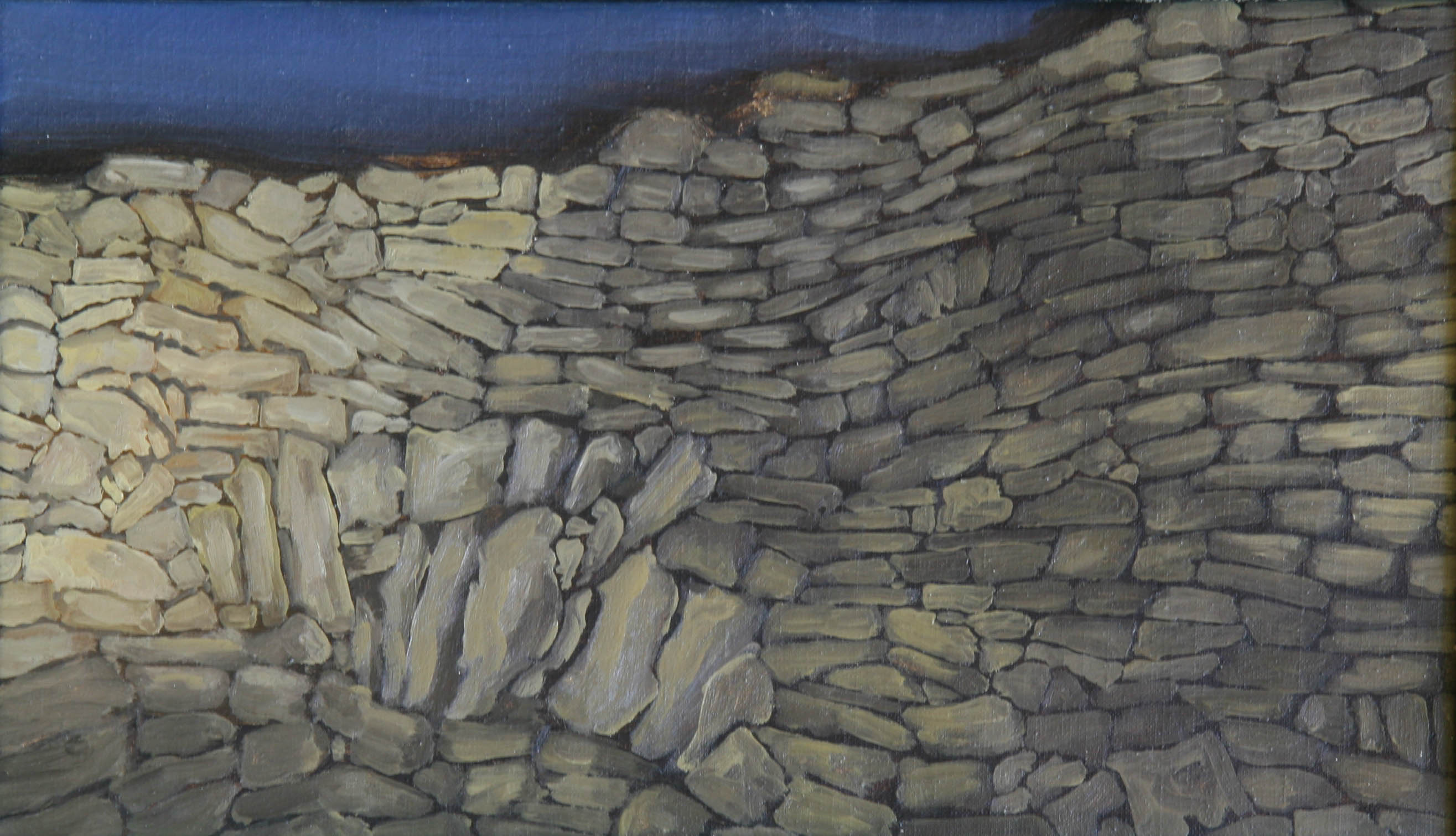
Moskovtchenko, Mur, huile sur toile, 1970

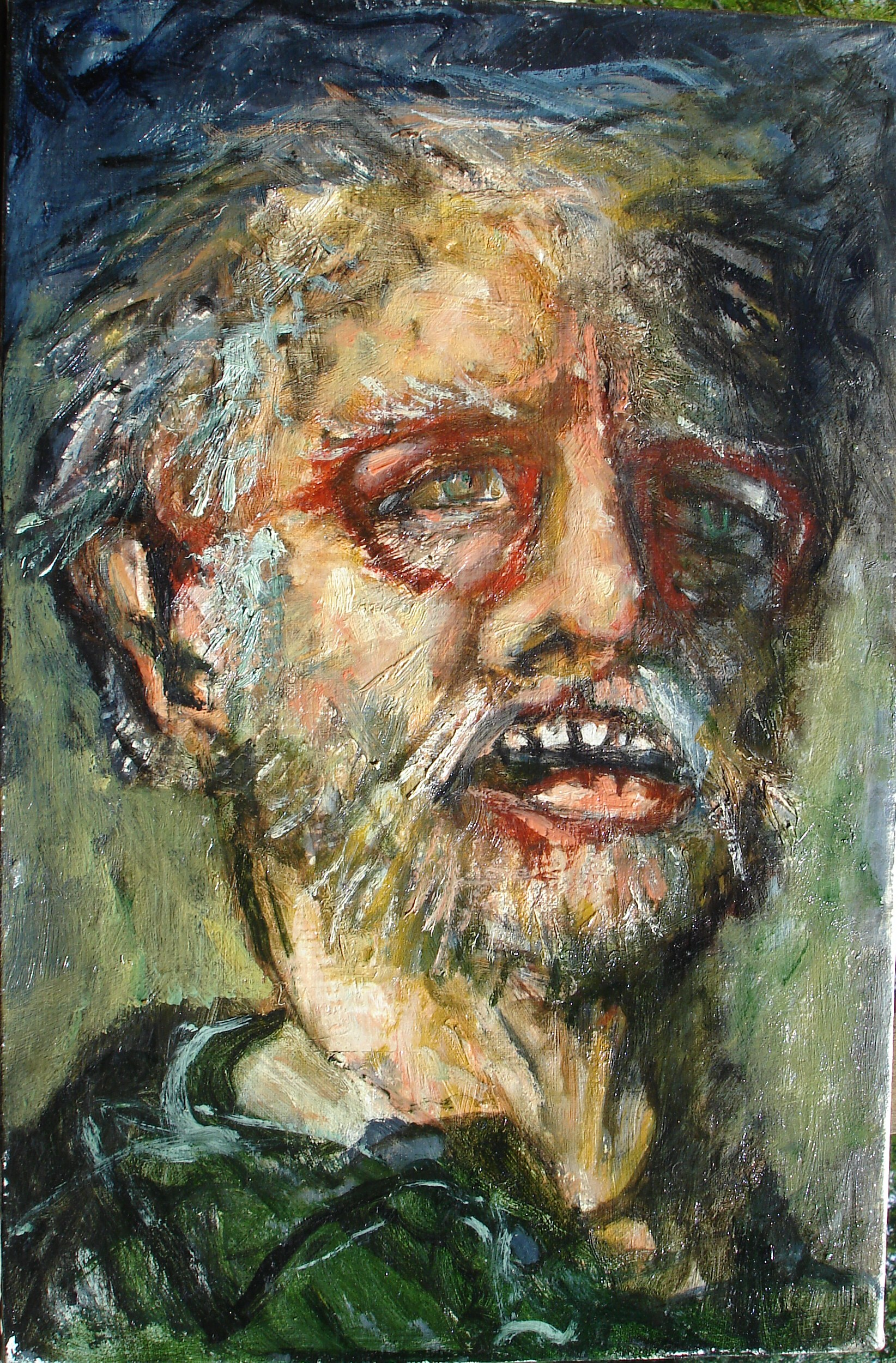
Moskovtchenko, Le râleur, autoportrait 47x21cm, 1995

- Ateliers Aujourd'hui - Michel Moskovtchenko, Nicolas Artheau, salle contemporaine, Musée national d'art moderne, Paris, mai-juin 1978.
- Taille douce en Rhône-Alpes, la mémoire du geste, ELAC, Lyon, 1980.
- Foire internationale d'art contemporain, Grand Palais (Paris), 1980 (stand Galerie Jan de Maere), 1983 (stands Galeries Albert Loeb et Galerie Jan de Maere), 1985 (stand Galerie Jan de Maere).
- Le réel et l'imaginaire - seize peintres contemporains, Centre Canrobert, Jouy-en-Josas, mai-juillet 1981.
- Dessins d'expression figurative, Centre Georges-Pompidou, 1981.
- Vingt ans d'une galerie de province : Galerie l'Œil écoute - Olivier Debré, Aline Gagnaire, Pierre Graziani, Jean-Jacques Morvan, Michel Moskovtchenko, Georges Romathier…, Espace lyonnais d'art contemporain, Lyon, mars-mai 1982.
- Exposition d'inauguration de la Galerie Albert Loeb, Paris, 1983.
- Salon d'automne de Lyon, sept invités régionaux sous la présidence d'Étienne-Martin, Palais municipal, Lyon, octobre-novembre 1985.
- Classicismes et réalismes au présent, Association Réalisme et imagerie, Galerie Blondel, Paris, 1986.
- Exposition d'été, Château de Rouvil, Saint-Jean-de-Muzols, 1987.
- Galerie de la Gare, Bonnieux, 1988.
- Classicismes et réalismes au présent, galerie Blondel, Paris, 1990.
- Pour saluer le dessin - Michel Brigand, Marc Dautry, Claudine Drai, Francis Herth, Michel Moskovtchenko, Louis Pons..., Musée Ingres, Montauban, avril-juin 1991.
- De Bonnard à Baselitz, dix ans d'enrichissements du cabinet des estampes - 1978-1988, Bibliothèque nationale de France, 1992[18].
- Salon de Lyon et du sud-est - Arts plastiques et visuels en région Rhône-Alpes, Lyon, 2006.
- Voyages transylvaniens - Michel Moskovtchenko, Ștefan Câlția (en), Musée national Brukenthal, Sibiu (Roumanie), 2006[19].
- Pour Serge - Hommage de 21 artistes à Serge Emiliani, Galerie Serge Emiliani, Dieulefit, juin-août 2009[20].
- 8e Avenue Art Show - 2e édition, Salon d'art contemporain et d'art urbain (stand Galerie MB-XL contemporary & modern, Bruxelles), avenue des Champs-Élysées, Paris, octobre 2016.
- Les artistes de la Galerie "Le Soleil dans la tête" : Michel Moskovtchenko, Atila Biro, Franta, Jean Couy..., Maison de la culture et des loisirs de Saint-Étienne, novembre-décembre 2016.
- Studio H13, Lyon, décembre 2017.
- Maudits Lyonnais ! - Renouveau des arts plastiques à Lyon au cours des années 1960, Fondation Renaus, fort de Vaise, Lyon, novembre 2019 - mars 2020.
- Exposition d'art, T'as quel art ? place de la mairie, Roussillon (Vaucluse), juin-septembre 2023.

## Galerie

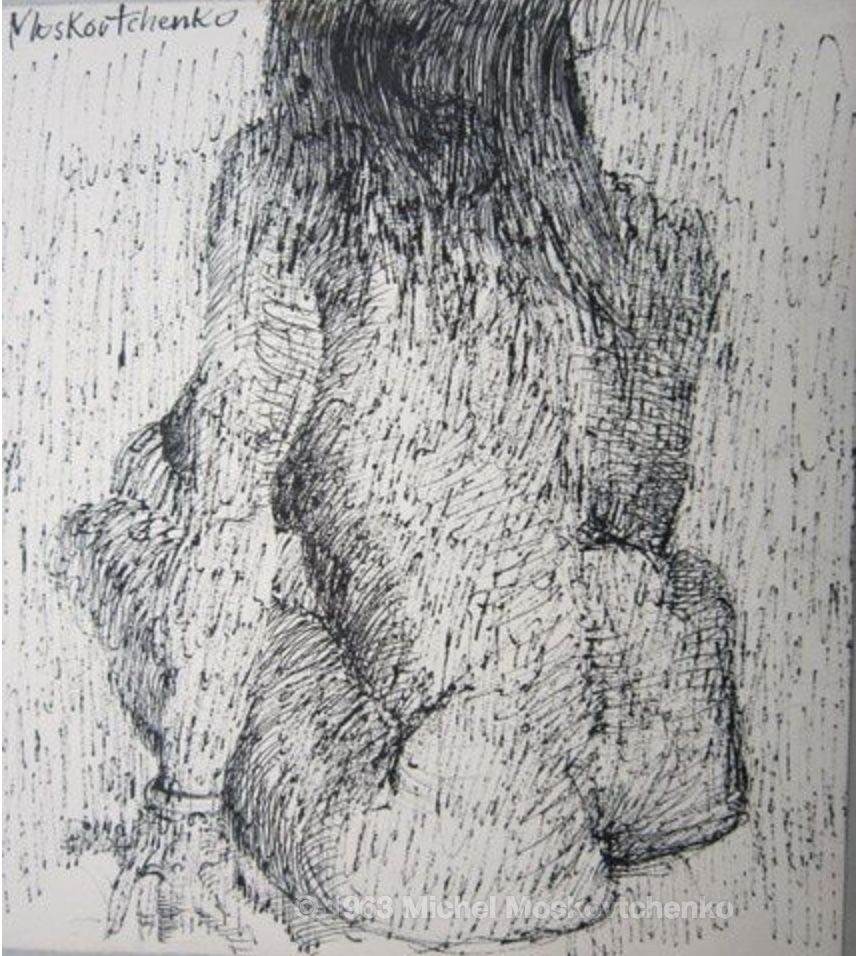
Christiane sur l'herbe, encre de bChine, 50 × 33 cm, 1963
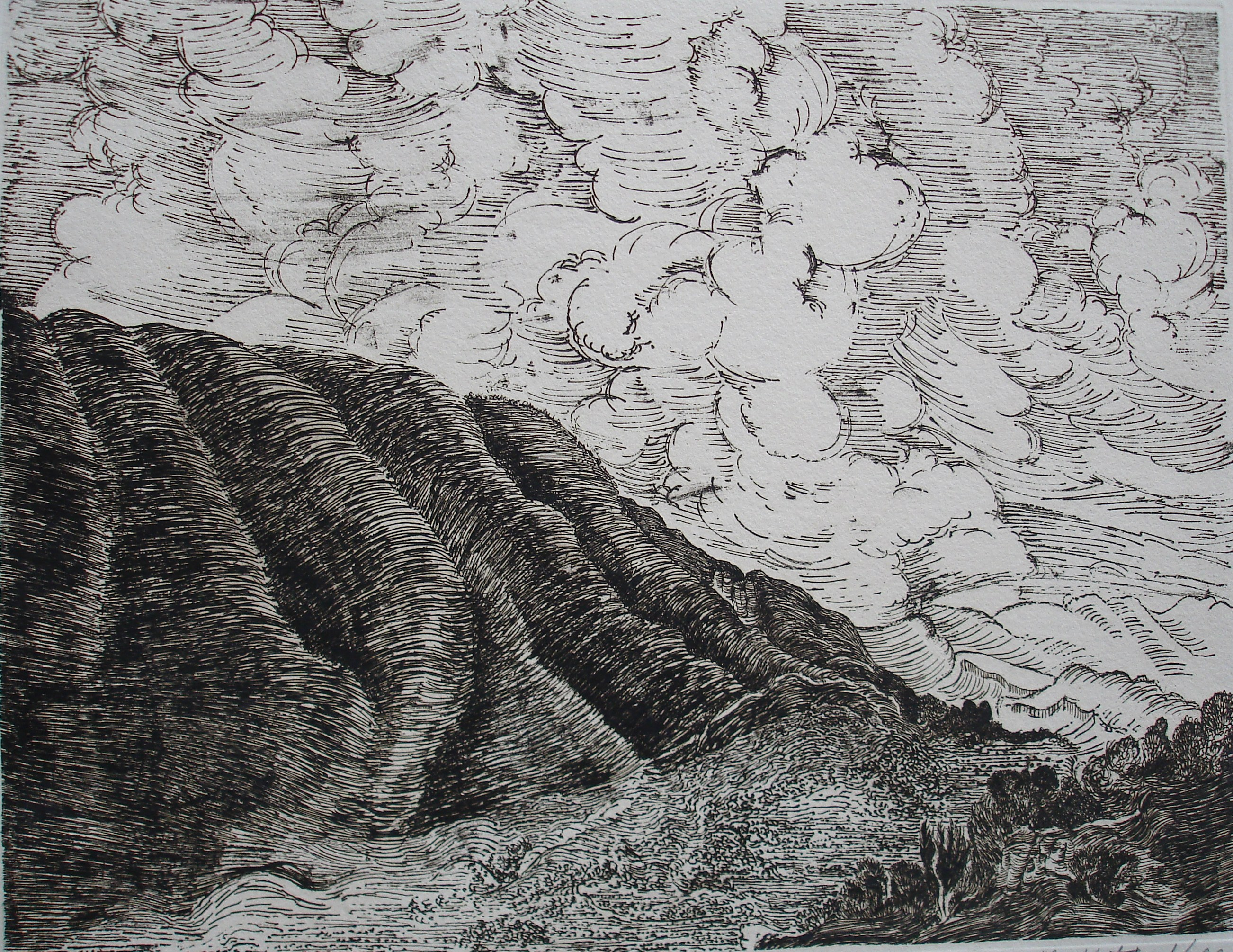
Album du Luberon - Les Maladrets, eau-forte, 56 × 76 cm, 1966
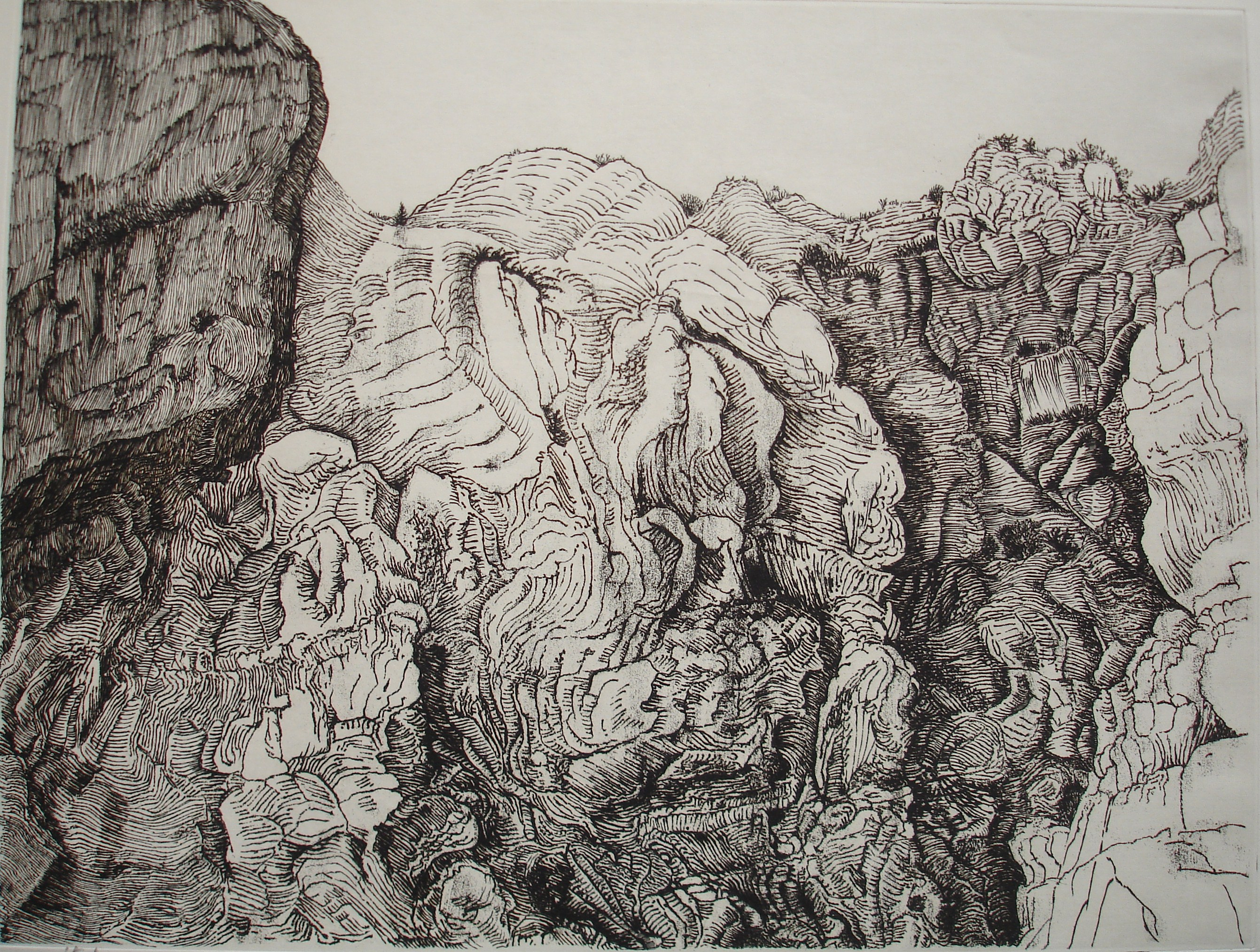
Album du Luberon - Serre de l'Agranier, eau-forte, 56x76cm, 1966
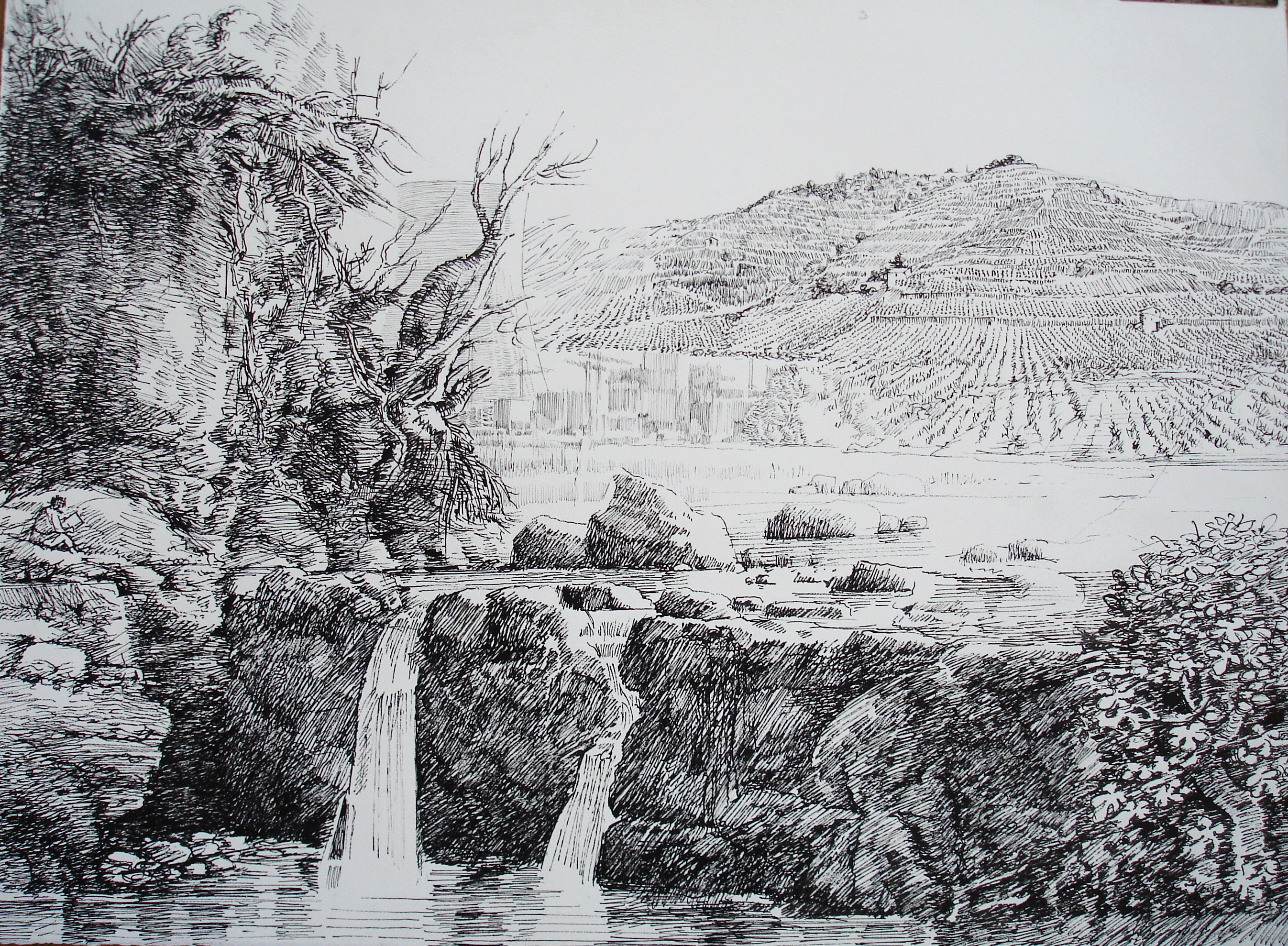
Le Lez (Drôme), encre de Chine, 56x76cm, 1975
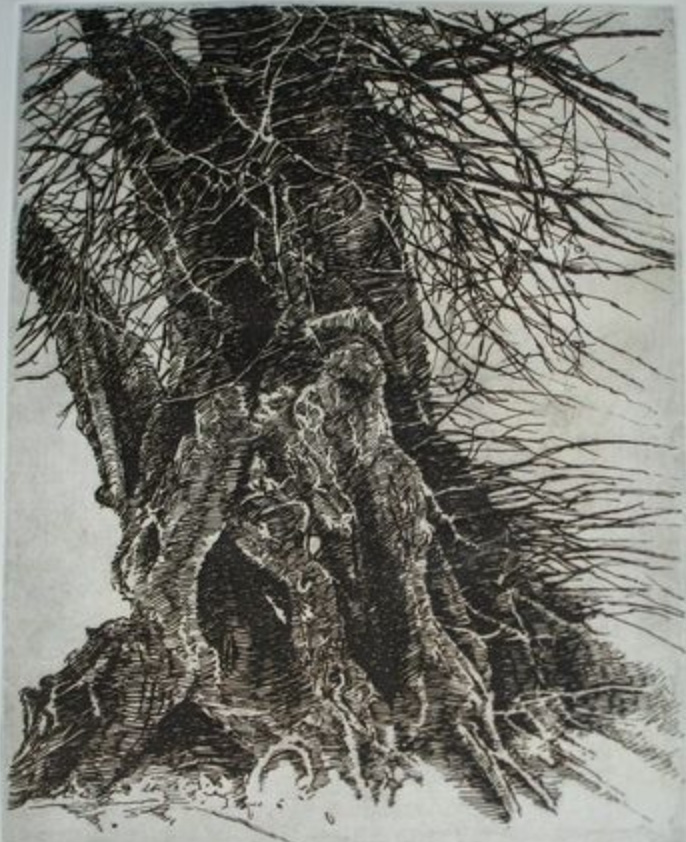
Chêne à Saby (Suède), encre de Chine, 76x56cm, 1976
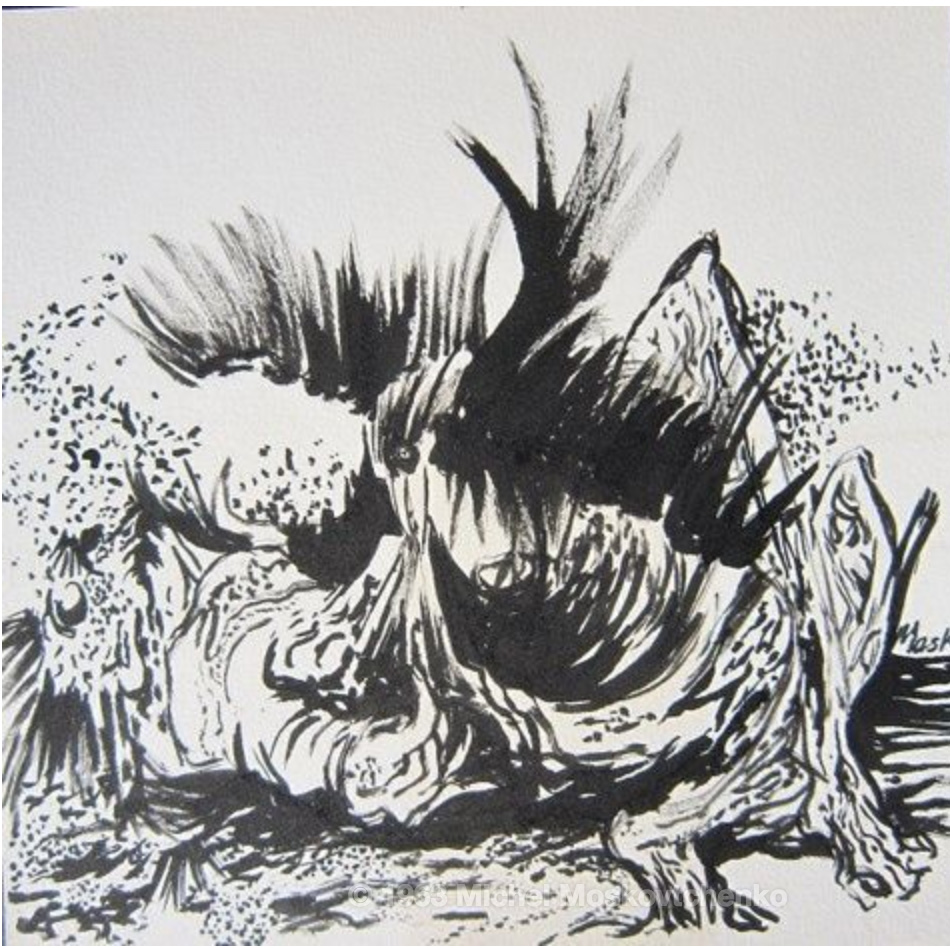
Le Choléra, encre de Chine, 23x23cm, 1976
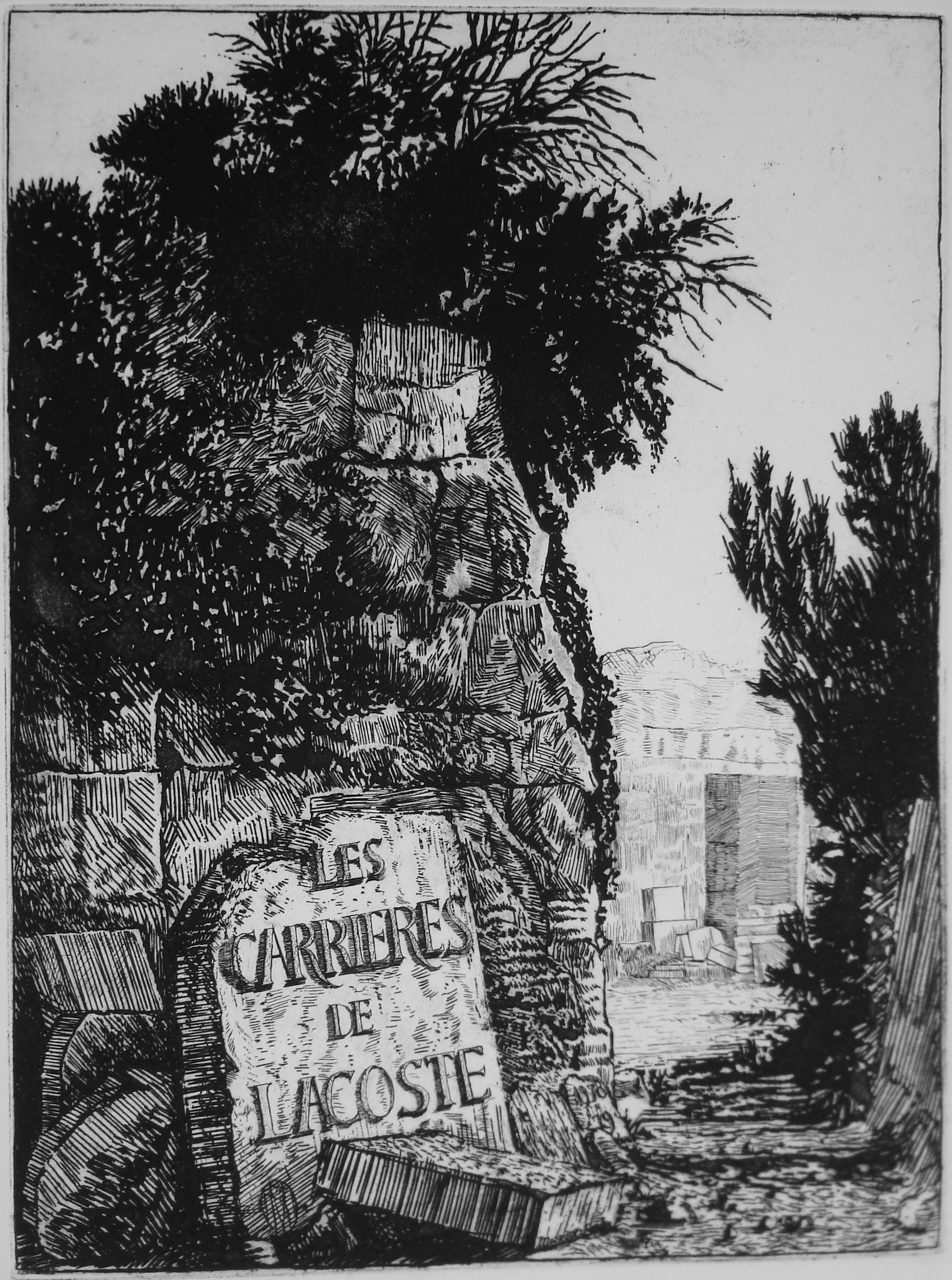
Projet de frontispice, eau-forte, 63x45cm, 1978
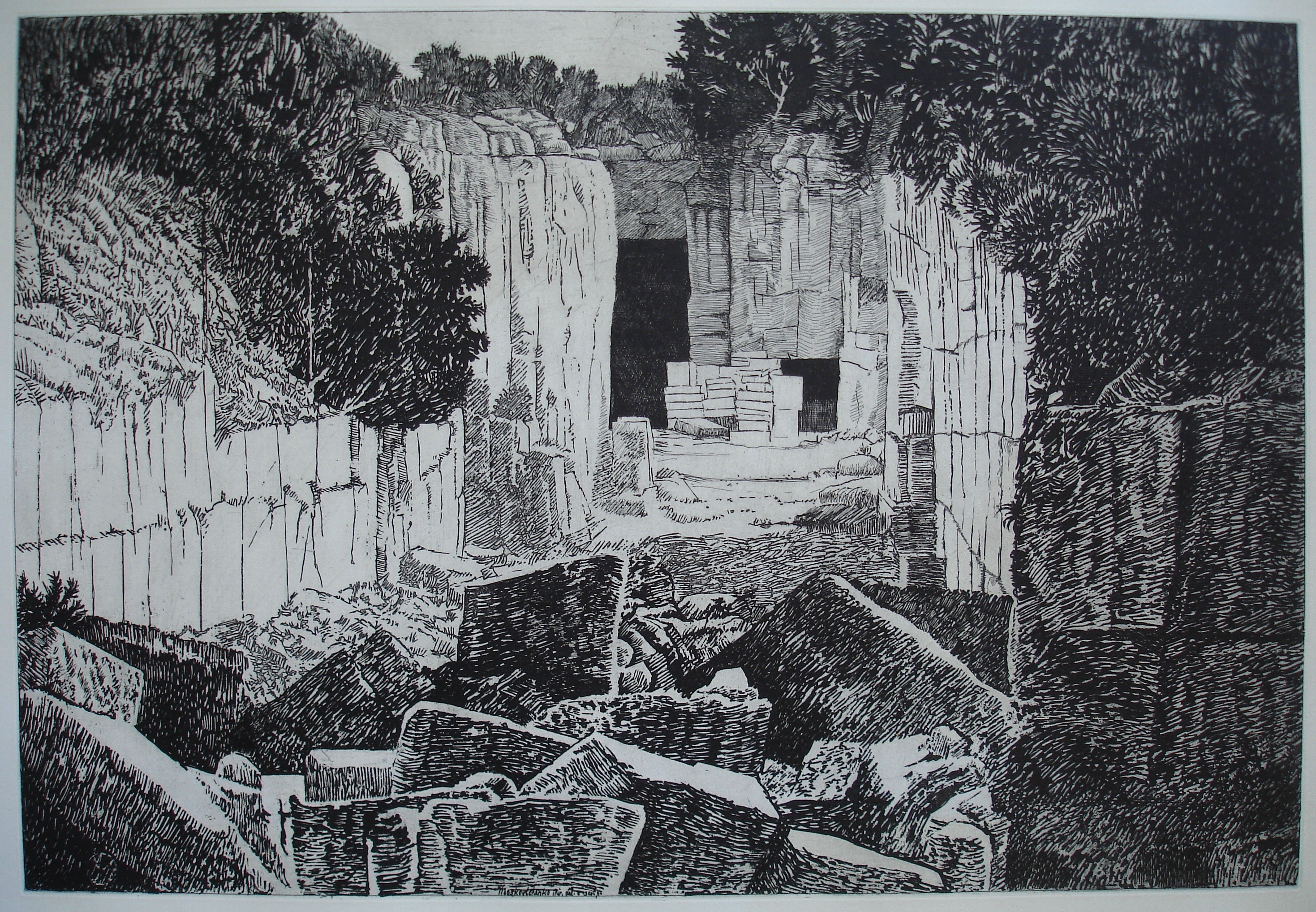
Le Chantier, eau-forte, 63x90cm, 1978
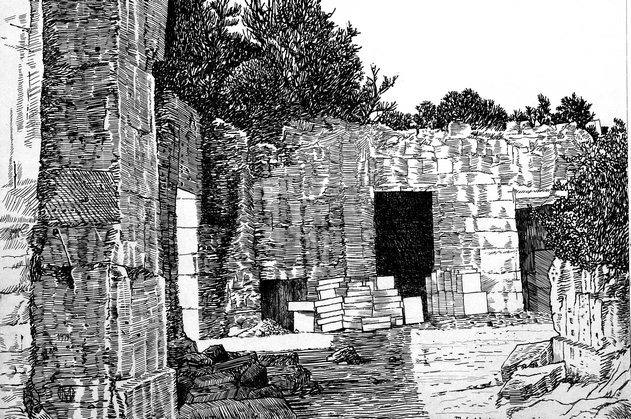
Carrière à Lacoste, eau-forte, 63x90cm, 1978
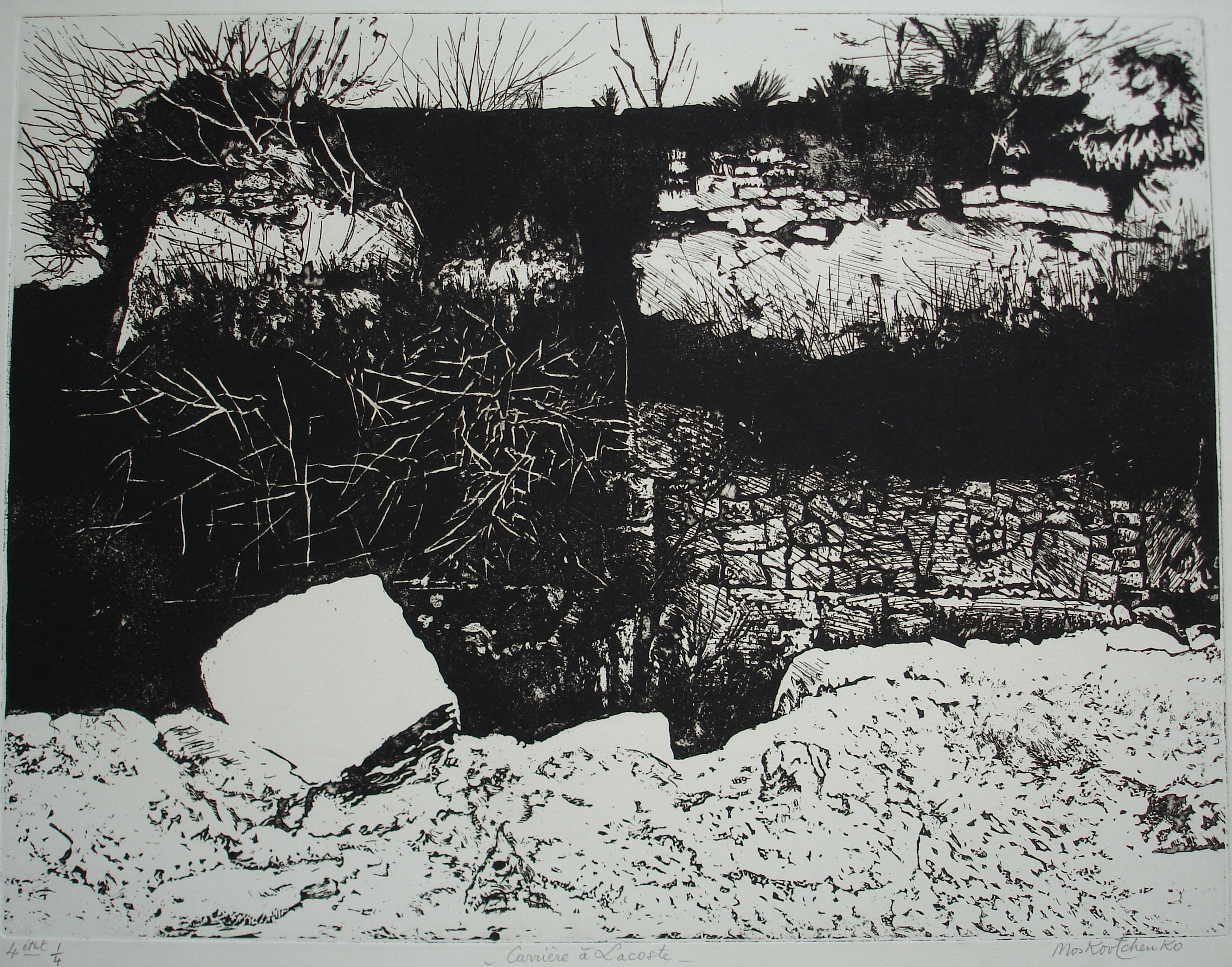
Carrière à Lacoste III, eau-forte, 63 × 90 cm, 1978

## Réception critique
- « On dirait que c'est le Mistral lui-même qui a dirigé cette plume puissante et agitée. Le trait en est d'un dramatique mouvement, plein d'un élan dynamique. Sur ses dessins, le monde de la Provence si riche en traditions, tout en prenant forme de pastorale vigoureuse, se révèle d'un inédit fascinant. » - Hanns Theodor Flemming (de)[21]
- « Jes dessins et lithographies de Moskovtchenko, dans un monde où le minéral ne se distingue plus du végétal et de l'animal, dans un monde de contrastes et de métamorphoses où le papier devient ciel, où le ciel devient montagne et femme... Pierres écrites, ruines évidentes et pourtant mystérieuses dont quatre éléments forment l'alphabet : terre, eau, ciel, feu. Ce que nous donne à lire cette combinatrice, c'est et ce n'est pas la nature érotique de la Provence - la Provence réduite à sa quintessence, à la forme pure d'une réalité de rêve. Maniant le réalisme et l'imperceptible hallucination, Hercules Seghers, rêvant la réalité de certains environs d'Amsterdam, annonçait la démarche lyrique et pourtant rigoureuse d'un Moskovtchenko. Moskovtchenko ou l'invention du réel. Toujours côtoyant le fantastique et l'abstraction, une telle invention, qui ne va pas sans risques et sans joies, ranime sous mes yeux les noces de la nature et du désir que l'on croyait oubliées. » - Jean-Noël Vuarnet[22]

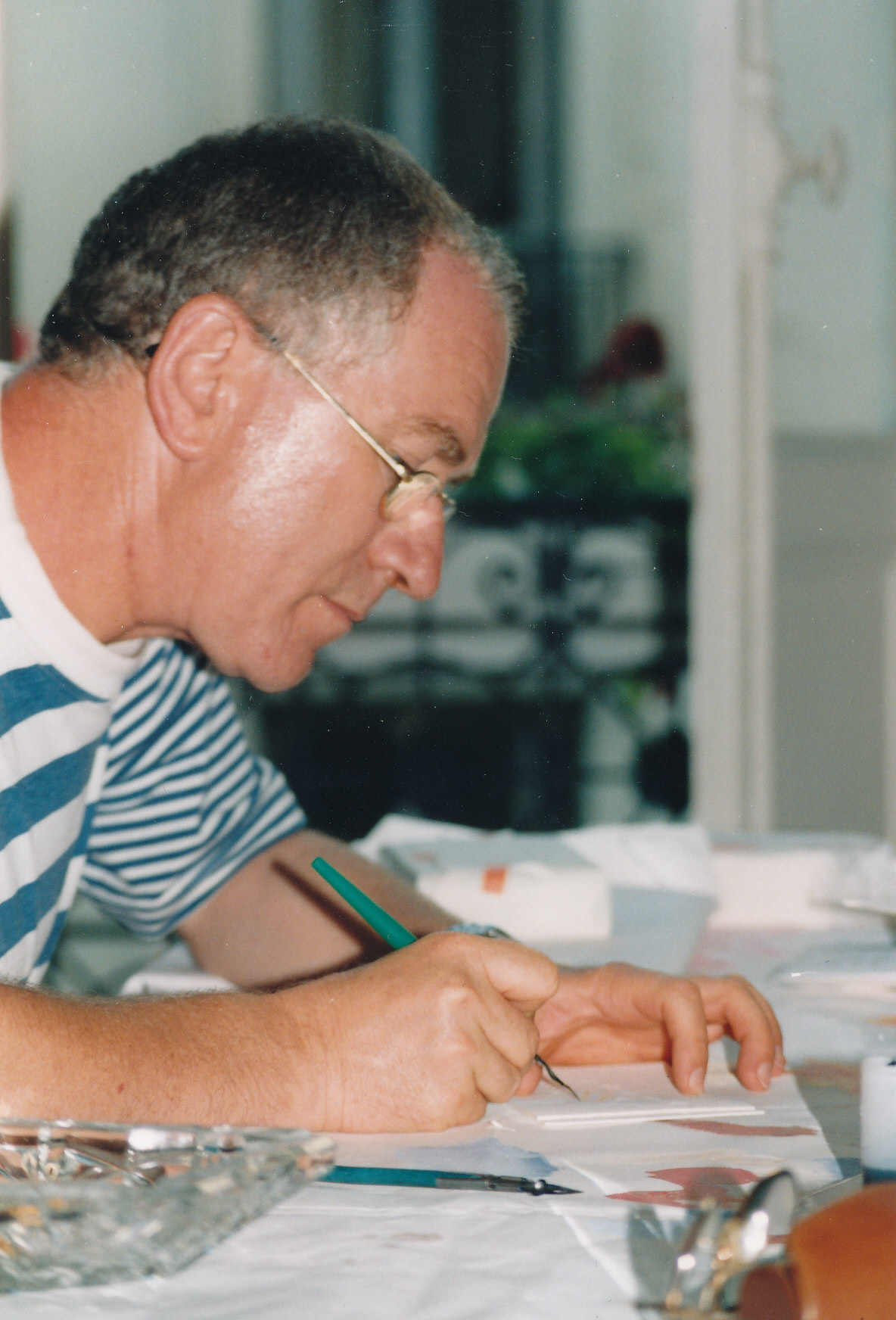
Jean-Pierre Geay

- « Michel Moskovtchenko a donné une forme concrète esthétique à ce que j'éprouve en face du Lubéron: la verticalité de la lumière, une pesanteur soudain accrue lorsque les ombres glissent, ce moutonnement de collines qui sont un accident de la lumière et de la plaine. Je retrouve, en face de son œuvre et la parcourant, cette disponibilité intérieure qui me fait savourer le bonheur d'être et de sentir. Qui n'a jamais vu les rochers se tordre comme des flammes, la lumière dissoudre peu à peu les couleurs, le paysage s'organiser autour de quelques lignes essentielles? Il semble ici que commence la terre et qu'avec elle je commence. Ce que Moskovtchenko rend visible, c'est un mouvement du réel qui s'échange avec nous, une connaissance de la matière, et, par la rigueur de son trait, la joie d'être présent dans un instant du monde. » - Jean-Pierre Geay[23]
- « Ses murs occupent tout l'espace de la toile. Ils s'y dressent dans leur majesté et, en même temps, avouent leur fragilité. Ce sont des pierres entassées, en périlleux équilibre, leur adhésion n'est pas toujours stricte et le vide surgit de toute cette surface, comme s'exhalent des sols des forces qui sont essentielles à la vie : ici, les forces de l'ombre (l'intérieur et l'extérieur, le fermé et l'ouvert, le creux et le plein) en usant au minimum de la couleur, l'aimant brune, sombre, ténue, rude, à la limite absente. » - Jean-Jacques Lévêque[24]
- « Les eaux-fortes de Michel Moskovtchenko nous délivrent une Provence effrayante et hostile, avec des plages de lumière et d'espoir. Tourmentées par un Mistral qui les agite et les magnifie, ces "eaux" ruissellent et rebondissent comme des cascades pétrifiées. Le Lubéron, devenu la montagne hautaine des mirages et des rêves, revit, sous la griffe de Moskovtchenko, sa vie la moins visible, faite d'hiver, de nuit, d'inquiétante féminité. » - Bruno Marcenac[25]
- « Marginal de la gravure, paysagiste attardé qui continue de scruter la terre pour y découvrir des signes. Un peu comme l'écho de l'homme monolithique voyant dans l'enchevêtrement des branches le signe de sa propre complexité, la dualité douloureuse du morbide et du dionysiaque. Au moment où la peinture figurative à l'unisson parle d'une univers recréé par l'homme, Moskovtchenko s'isole délibérément dans ce lien avec l'élémentaire. » - Michèle Crozet[26]
- « Moskovtchenko est profondément un dessinateur. Mais encore ; le mot recouvre des travaux fort divers : figure cernée d'un trait, jeux d'ombres et de lumières, symboles ou concepts, enfin avec l'abolition de tout référent, assomption de la ligne pour la ligne, du trait pour soi comme ivre d'une liberté retrouvée, geste spontané… Faut-il chercher dans le calcaire abrupt et raviné du Lubéron, dans la carapace minérale dont se pare une végétation d'oliviers et de chênes hors d'âge, ou encore dans la,rigueur des saignées ouvertes par les maîtres carriers, la raison pour laquelle le trait l'emporte sur la couleur, l'ossature sur la chair ?… Moskovtchenko aime la richesse et la prolifération du trait, mais jamais celles-ci ne prennent valeur en elles-mêmes, jamais l'excès baroque du montrer sur ce qui est donné à voir ne trahit un métier d'artifice. Dans ses derniers travaux, nous voyons plutôt Moskovtchenko à la recherche de ressources graphiques nouvelles susceptibles de dépasser la trop brutale alternative du blanc et du noir… Le trait vibre d'harmonies chromatiques dans ses enchevêtrements, comme jadis chez Millet, et d'est là un des états les plus émouvants de l'art du dessin. » - Jacques Leenhardt[12]
- « Conjointement à l'avalanche des figurations et leurs épiphénomènes, le dessin, longtemps laissé pour compte, a repris progressivement ses droits depuis les années 1970. Aujourd'hui, certains artistes donnent parfois même plus d'importance à la pratique du dessin qu'à celle de la peinture; Moskovtchenko nous met en situation d'archéologue dans ses monts crénelés. » - Gérard Xuriguera[27]
- « Des roches mises à nu, sèches comme des os; des arbres décharnés; des terres stériles; tout nous ramène à l'idée de la mort. Il n'y a dans ces buissons de ronces, dans le grouillement des épines, dans ces pierrailles et dans ces rocailles, dans ces amoncellements et ces paysages pétrifiés, rien qui vive. Il n'y a que l'imitation de la vie. Quelque chose passe, dans le dessin et la gravure, qui est désespérance, peur, impuissance, dessèchement... Le trait du graveur, par sa profusion, masque ce qu'il craint: son propre dessèchement, sa pétrification. » - Jean-Michel Foray[2]
- « Paysagiste, il est surtout sensible à l'aridité de la Provence et des montagnes du Luberon. Décrivant les roches nues, il nous plonge dans un univers proche du fantastique, parfois oppressant. » - Dictionnaire Bénézit[28]
- « Faune notarial, Moskovtchenko inventorie les vulves buissonnières. Pas un arbre, pas une roche qui ne recèlent une invite démesurée, aride ou moussue, à mettre l'imagination au délire : quel furieux seigneur de ces antres, quel géniteur pour nymphomanes accouchant de falaises et de forêts, quel souffleur à obstruer les passes et les cols ! Il grave le répertoire des provocations obscènes de la pierre et de la sylve, l'offre convulsive du paysage en rut au lieu-dit des attentes forcenées. » - Jean Jacques Larrant[29]

## Prix et distinctions
- Prix de gravure du IVe Morgan's Paint, Ravenne, 1972.
- Prix de gravure de la ville de Toulon, 1973[28].

## Collections publiques
- Musée Boucher-de-Perthes, Abbeville :
  - Le Lubéron, suite de dix gravures originales sur un texte de Henri Bosco, numérotées et signées.
  - Une gravure sur papier ancien rehaussée à la gouache et à l'aquarelle.
- Artothèque (collection « Groupe d'art contemporain ») de la ville d'Annonay, gravure[30].
- Musée de Grenoble.
- Musée des beaux-arts de Lyon, Combe de Vidauque, eau-forte 78x116cm, 1971 (dépôt du Centre national des arts plastiques)[31].
- Musée de l'imprimerie, Lyon.
- Mers-les-Bains :
  - Artothèque de l'espace Jacques Prévert, gravures et lithographies (Lubéron, Murs à Gordes) ;
  - Hôtel de ville, Mur II, zincographie originale, 1972[32].
- Fonds d'art contemporain - Paris Collections, Le Lubéron, la Combe de Vidauque, eau-forte 58x78cm, 1966[33].
- Musée d'art moderne de la ville de Paris, Mur à Gordes, estampe, 1972[34].
- Musée national d'art moderne, Paris[35] :
  - Paysage rocheux, encre de Chine 56x89cm, 1975 ;
  - Le grand chêne à Viens, encre de Chine 56x91cm, 1975.
- Musée des beaux-arts de Pau.
- Musée d'art et d'industrie de Saint-Étienne.
- Musée Paul-Dini de Villefranche-sur-Saône[36].
- Département des estampes et de la photographie de la Bibliothèque nationale de France, Les Carrières de Lacoste (Vaucluse), gravure[18],[37].
- Centre national des arts plastiques :
  - Paysage de Provence, encre de Chine sur trois bandes de papier collées sur panneau bois 64,7x150,5cm, vers 1963[38] ;
  - Dépôt: résidence de la Présidence de la République, château de Souzy-la-Briche.

## Collections privées
- Jean Giono, Manosque.
- Claudine Baschet.
- Arsène Bonafous Murat, Paris.
- Jean-Paul Clébert.
- Alain Crombecque[39].
- Jacques et Brigitte Gairard, Lyon.
- Pierre Gaudibert.
- Jean-Paul Gavard-Perret.
- Justin Grégoire, Oppède.
- Michel Guyot et Noémie Brunet, château de Saint-Fargeau.
- Jacques Lacan, Paris.
- Docteur Jean Poucet, Jouy-en-Josas.
- Catherine Tasca.
- Serge dit « Candide » et Madeleine Tekielski, Petit musée du bizarre, Lavilledieu.

## Galerie

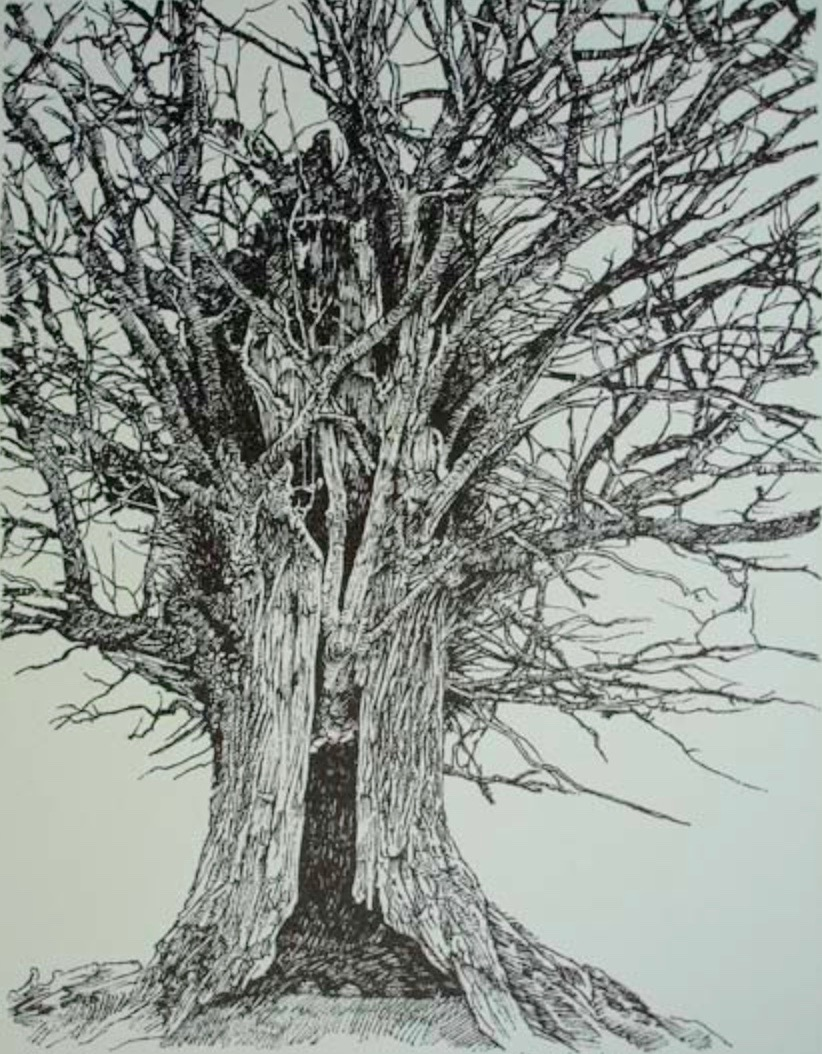
Tilleul à Wetteren (Belgique), encre de Chine, 76x56cm, 1985
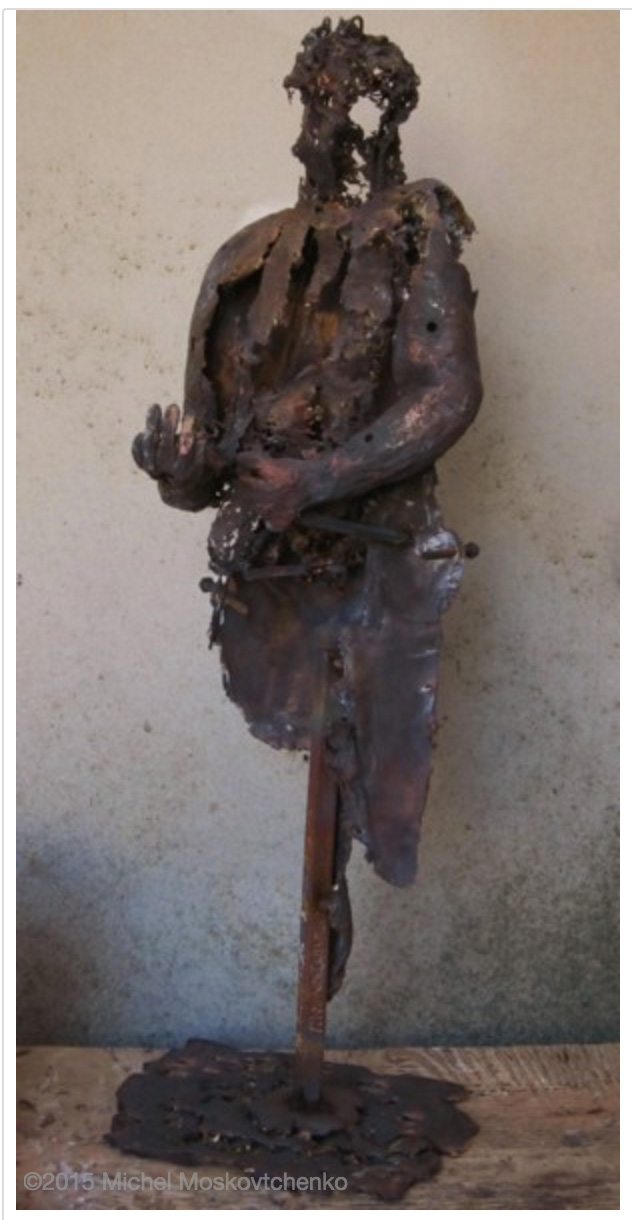
La migrante, bronze déchiqueté, Ht.110 cm, 2015
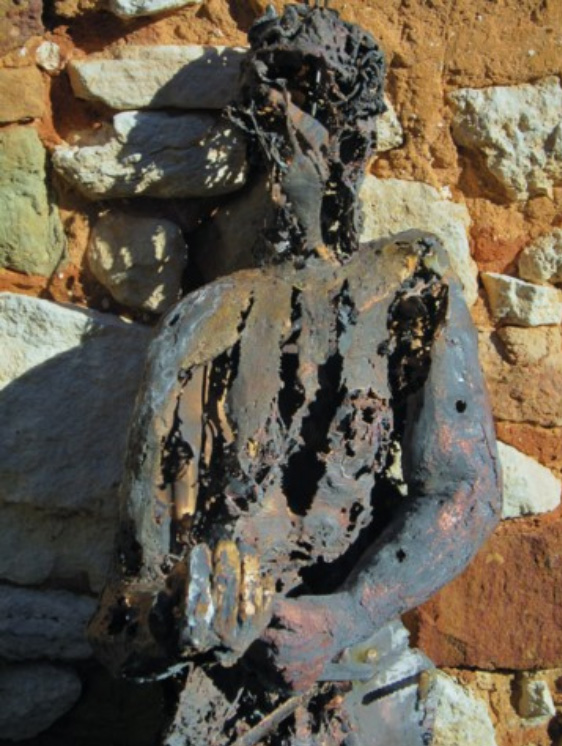
La migrante, détail